# Olga Holubová
Olga Holubová (* 2. října 1954 Beroun) je česká lektorka a autorka odborných publikací o dani z přidané hodnoty . Dlouhodobě se specializuje na výklad pojmů zákona o DPH a školení plátců jak v komerční sféře, tak i mezi veřejnoprávními subjekty.

## Odborná ocenění
- Daňová hvězda roku 2010 v kategorii DPH[4]
- Daňová hvězda roku 2011 v kategorii DPH[5]
- Daňová hvězda roku 2012 v kategorii DPH[6]
- Daňová osobnost roku 2015 za komerční daňovou sféru[7]
- Daňová osobnost roku 2016 za komerční daňovou sféru[8]

## Publikace
- HOLUBOVÁ, Olga. DPH v roce 2005 u veřejnoprávních subjektů, zejména obcí. 1. vyd. Praha: ASPI 101 s. s. ISBN 80-7357-069-6, ISBN 978-80-7357-069-9. OCLC 85153914
- HOLUBOVÁ, Olga. DPH : výklad vybraných pojmů. Praha: ASPI 137 s. s. ISBN 978-80-7357-233-4, ISBN 80-7357-233-8. OCLC 124091174
- HOLUBOVÁ, Olga. Osvobození od DPH : vybrané oblasti včetně § 56 zákona o DPH. 2., rozšířené a aktualizované vydání. vyd. Praha: [s.n.] 143 s. ISBN 978-80-7552-082-1, ISBN 80-7552-082-3. OCLC 946294678
- BRANDEJS, Tomáš. Zákon o dani z přidané hodnoty (č. 235/2004 Sb.) : komentář. 8. vyd. Praha: [s.n.] 1224 s. ISBN 978-80-7598-436-4, ISBN 80-7598-436-6. OCLC 1148179956